# Geranium pseudosibiricum
Geranium pseudosibiricum är en näveväxtart som beskrevs av J. Mayer. Geranium pseudosibiricum ingår i släktet nävor, och familjen näveväxter. Inga underarter finns listade i Catalogue of Life.